# Alloscirtetica marinonii
Alloscirtetica marinonii är en biart som beskrevs av Urban 1977. Alloscirtetica marinonii ingår i släktet Alloscirtetica och familjen långtungebin. Inga underarter finns listade i Catalogue of Life.